# 埼玉県道173号ときがわ熊谷線

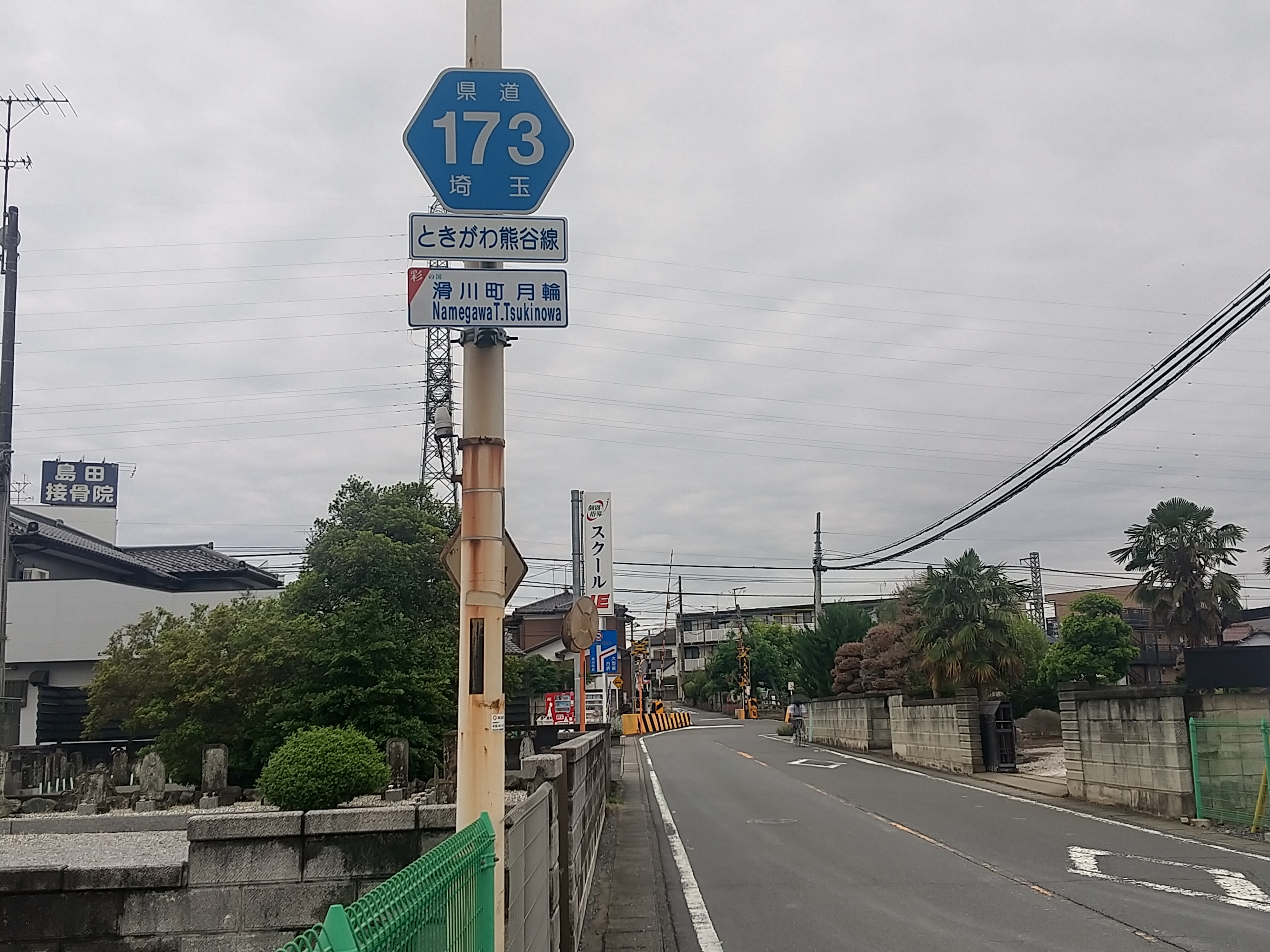
滑川町月の輪付近

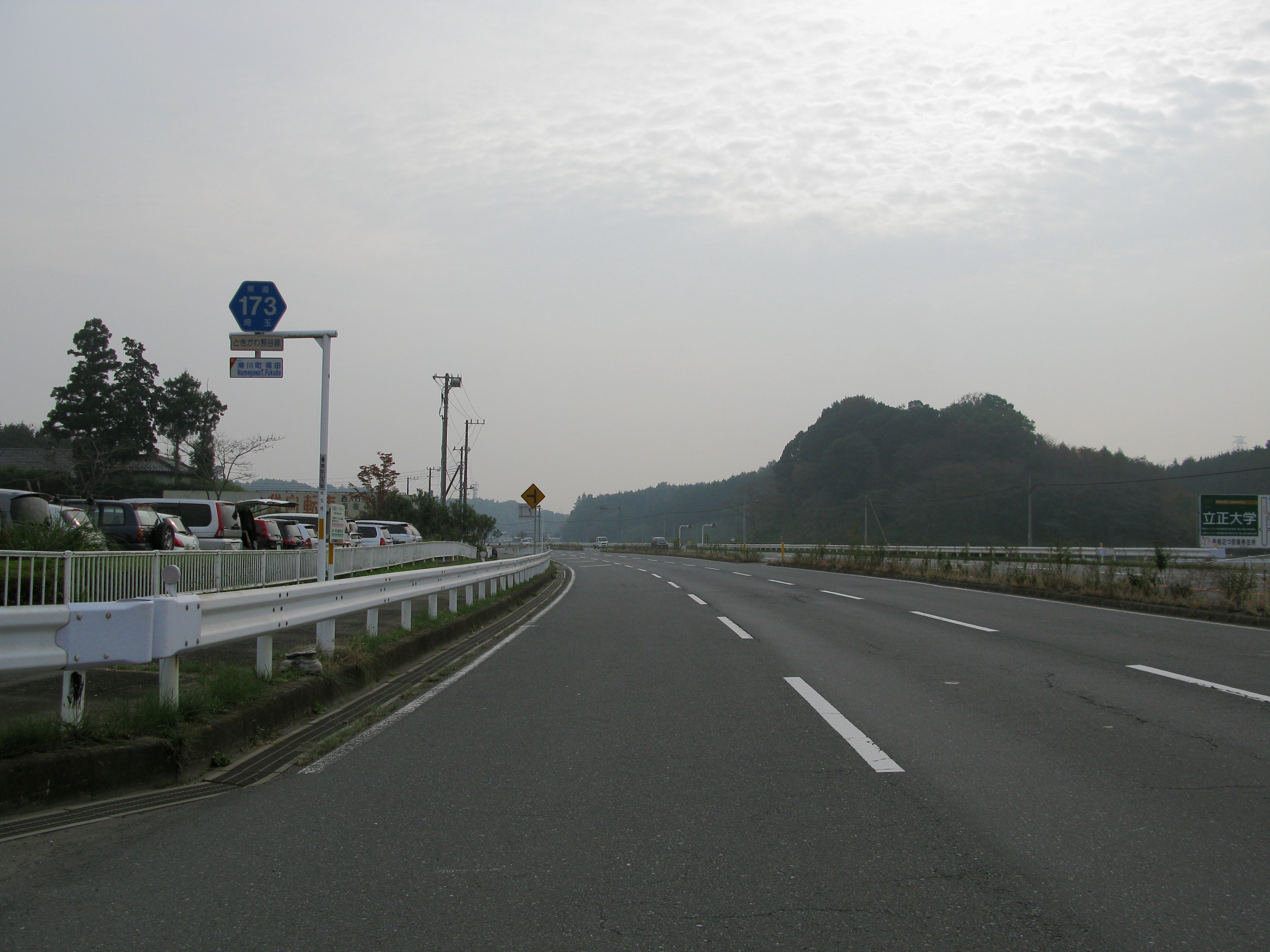
熊谷東松山道路区間（滑川町福田地区）

埼玉県道173号ときがわ熊谷線（さいたまけんどう173ごう ときがわくまがやせん）は、埼玉県比企郡ときがわ町玉川から熊谷市村岡三叉路の埼玉県道11号熊谷小川秩父線を結ぶ県道である。なお、熊谷市村岡の国道407号の分岐から比企郡滑川町土塩の埼玉県道385号武蔵丘陵森林公園広瀬線との分岐までの区間はバイパスであり（2004年11月30日までは熊谷東松山有料道路であった）、比企郡滑川町土塩で本線と合流する。

## 歴史
- 1974年11月30日 熊谷東松山有料道路が供用開始される前までは、比企郡滑川町大字福田912（廃道）から同郡同町大字福田2973「交差点名無し」比企郡滑川町大字土塩「土塩」から熊谷市村岡「村岡三又」までが埼玉県道173号玉川熊谷線として稼働していた。
- 2004年11月30日 料金徴収期間満了に伴い、熊谷東松山有料道路が無料開放すると共にそれぞれ区間が埼玉県道47号深谷東松山線、埼玉県道250森林公園停車場武蔵丘陵森林公園線、埼玉県道173号玉川熊谷線になる。
- 2007年4月1日 路線名を埼玉県道173号玉川熊谷線から埼玉県道173号ときがわ熊谷線へ変更すると共に比企郡滑川町大字福田内、同郡同町大字土塩「土塩」から熊谷市村岡「村岡三又」の県道が町道・市道に降格する。

## 通過する自治体
- 埼玉県
  - 比企郡
    - ときがわ町
    - 嵐山町
    - 滑川町

  - 熊谷市

## 地理

### 交差する道路

#### 本線
| 交差する道路                  | 交差点名       | 所在地           | 所在地 |
| ----------------------------- | -------------- | ---------------- | ------ |
| 埼玉県道171号ときがわ坂戸線   | 新玉川橋西     | 比企郡ときがわ町 |        |
| 国道254号（嵐山バイパス）     | 嵐山渓谷入口   | 比企郡嵐山町     |        |
| 埼玉県道296号菅谷寄居線       | 嵐山三叉路     | 比企郡嵐山町     |        |
| 埼玉県道251号武蔵嵐山停車場線 | 武蔵嵐山駅入口 | 比企郡嵐山町     |        |
| 埼玉県道69号深谷嵐山線        |                | 比企郡嵐山町     |        |
| 埼玉県道47号深谷東松山線      | 滑川町役場北   | 比企郡滑川町     |        |
| 埼玉県道47号深谷東松山線      | 滑川中学校北   | 比企郡滑川町     |        |
| 埼玉県道307号福田鴻巣線       | 福田           | 比企郡滑川町     |        |
| （バイパス）                  | 土塩           | 比企郡滑川町     |        |
| 国道407号                     | 村岡三叉路     | 熊谷市           |        |

#### バイパス（旧・熊谷東松山有料道路）
| 交差する道路                        | 交差点名 | 所在地       | 所在地 |
| ----------------------------------- | -------- | ------------ | ------ |
| （本線）                            | 土塩     | 比企郡滑川町 |        |
| 埼玉県道385号武蔵丘陵森林公園広瀬線 |          | 熊谷市       |        |
| 埼玉県道11号熊谷小川秩父線          | 万吉     | 熊谷市       |        |

### 重複区間
- 埼玉県道69号深谷嵐山線（嵐山渓谷入口交差点 - 滑川町月輪）
- 埼玉県道47号深谷東松山線（滑川町役場北交差点 - 滑川中学校北交差点）

### 交差する鉄道と河川
本線
- 都幾川（槻川橋）
- 東武東上線
- 市野川（上市野川橋）
- 滑川（大木橋）
- 和田川
- 和田吉野川（新開橋）

バイパス
- 和田川
- 和田吉野川（第一和田吉野橋）

### 沿線の施設
本線
| 施設                      | 所在地           |
| ------------------------- | ---------------- |
| ときがわ町役場            | 比企郡ときがわ町 |
| 玉川橋                    | 比企郡ときがわ町 |
| セレモニーホール 千手会館 | 比企郡嵐山町     |
| 嵐山渓谷                  | 比企郡嵐山町     |
| すき家 嵐山店             | 比企郡嵐山町     |
| 嵐山郵便局                | 比企郡嵐山町     |
| 嵐山町役場菅谷出張所      | 比企郡嵐山町     |
| 武蔵嵐山駅                | 比企郡嵐山町     |
| おおむらさきゴルフ倶楽部  | 比企郡滑川町     |
| 滑川福田郵便局            | 比企郡滑川町     |
| 滑川町役場                | 比企郡滑川町     |
| 滑川町立滑川中学校        | 比企郡滑川町     |
| 武蔵丘陵森林公園          | 比企郡滑川町     |
| 立正大学熊谷キャンパス    | 熊谷市           |
| 熊谷警察署吉岡駐在所      | 熊谷市           |
| 熊谷市立吉岡中学校        | 熊谷市           |
| 熊谷市役所吉岡出張所      | 熊谷市           |

バイパス
| 施設                 | 所在地 |
| -------------------- | ------ |
| 熊谷市消防団吉岡分団 | 熊谷市 |
| 熊谷市立吉岡小学校   | 熊谷市 |
| 吉岡郵便局           | 熊谷市 |

## ギャラリー

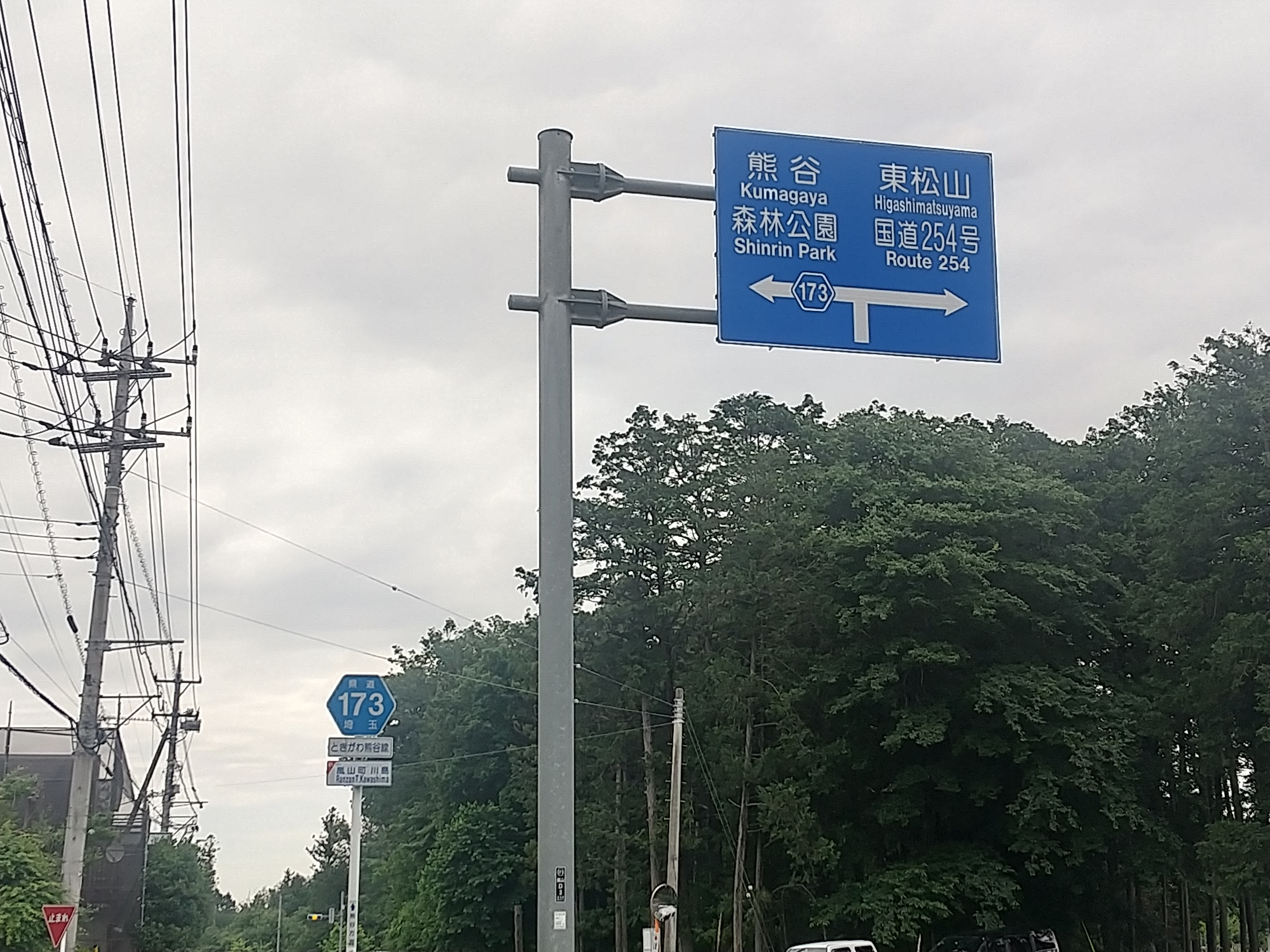
嵐山町川島付近
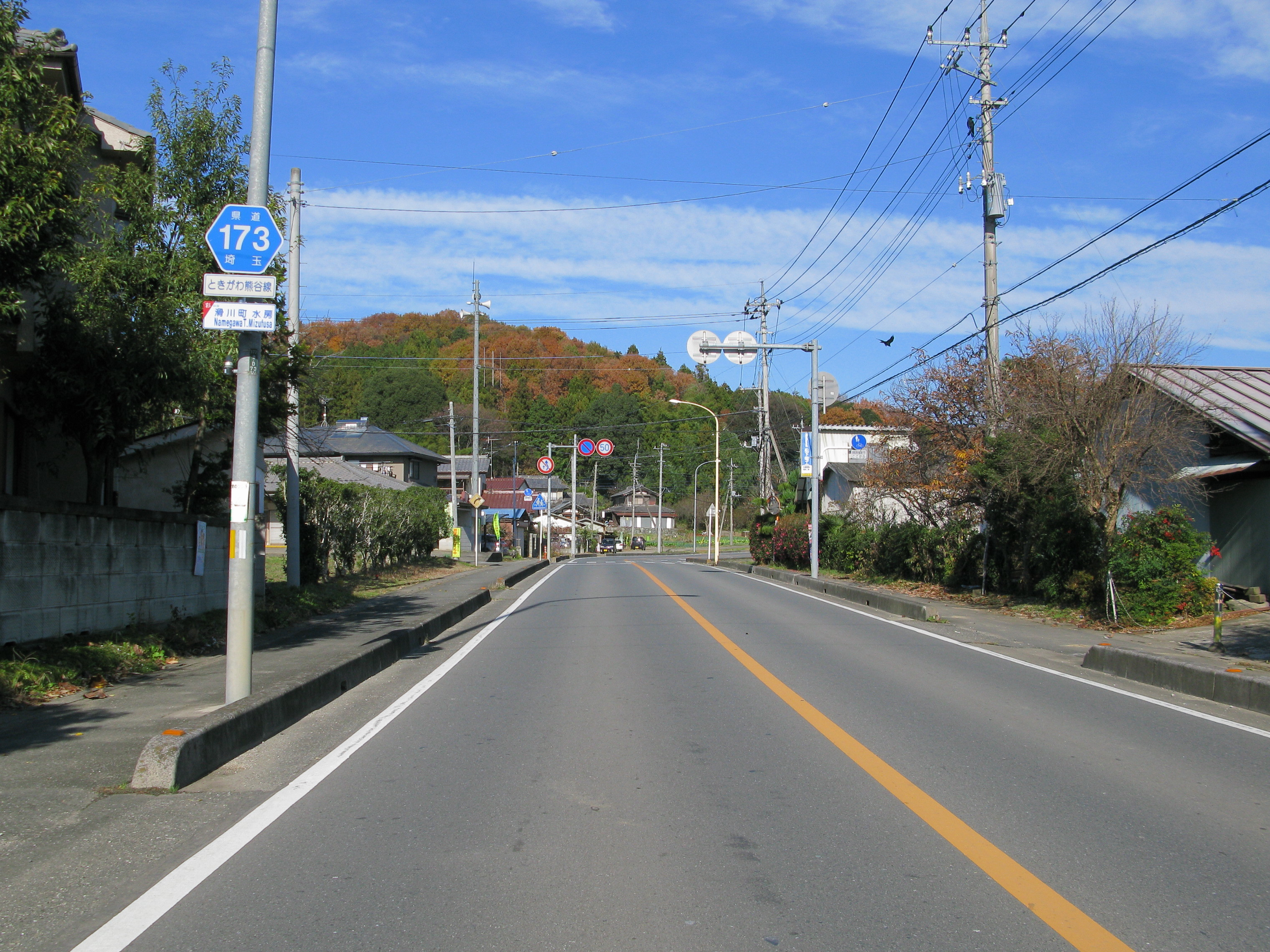
滑川町水房付近（2011年11月）
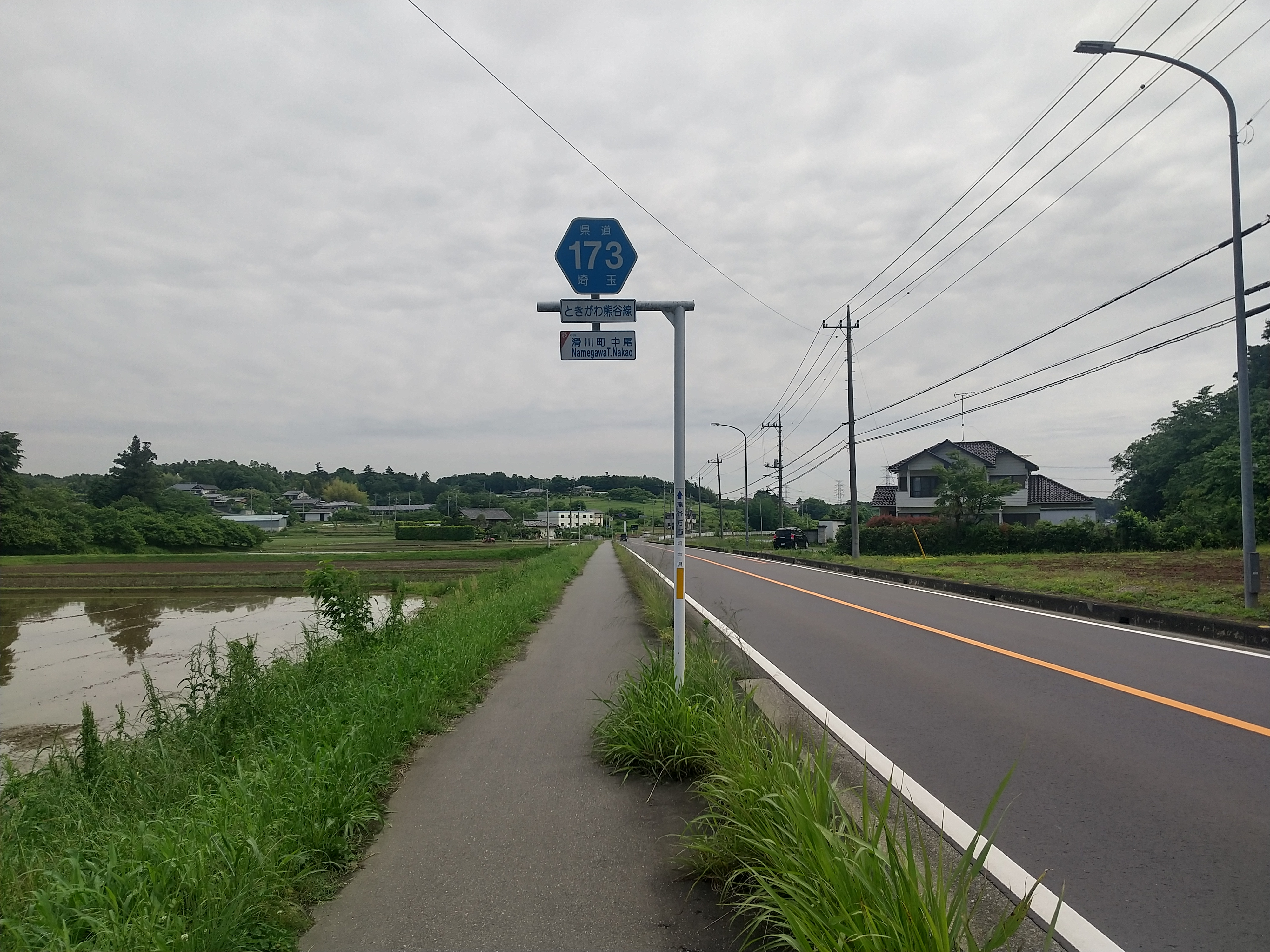
滑川町中尾付近
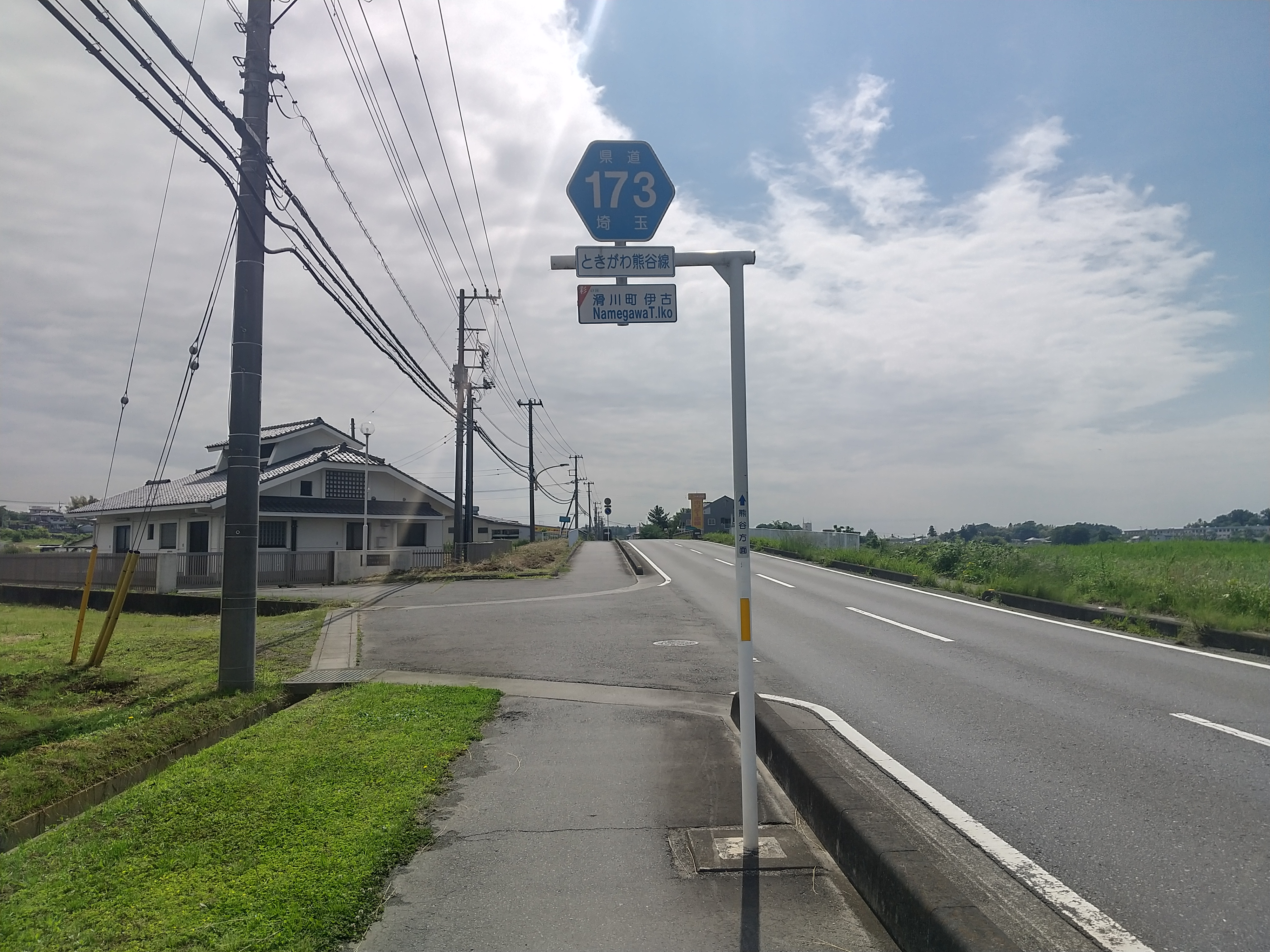
滑川町伊古付近
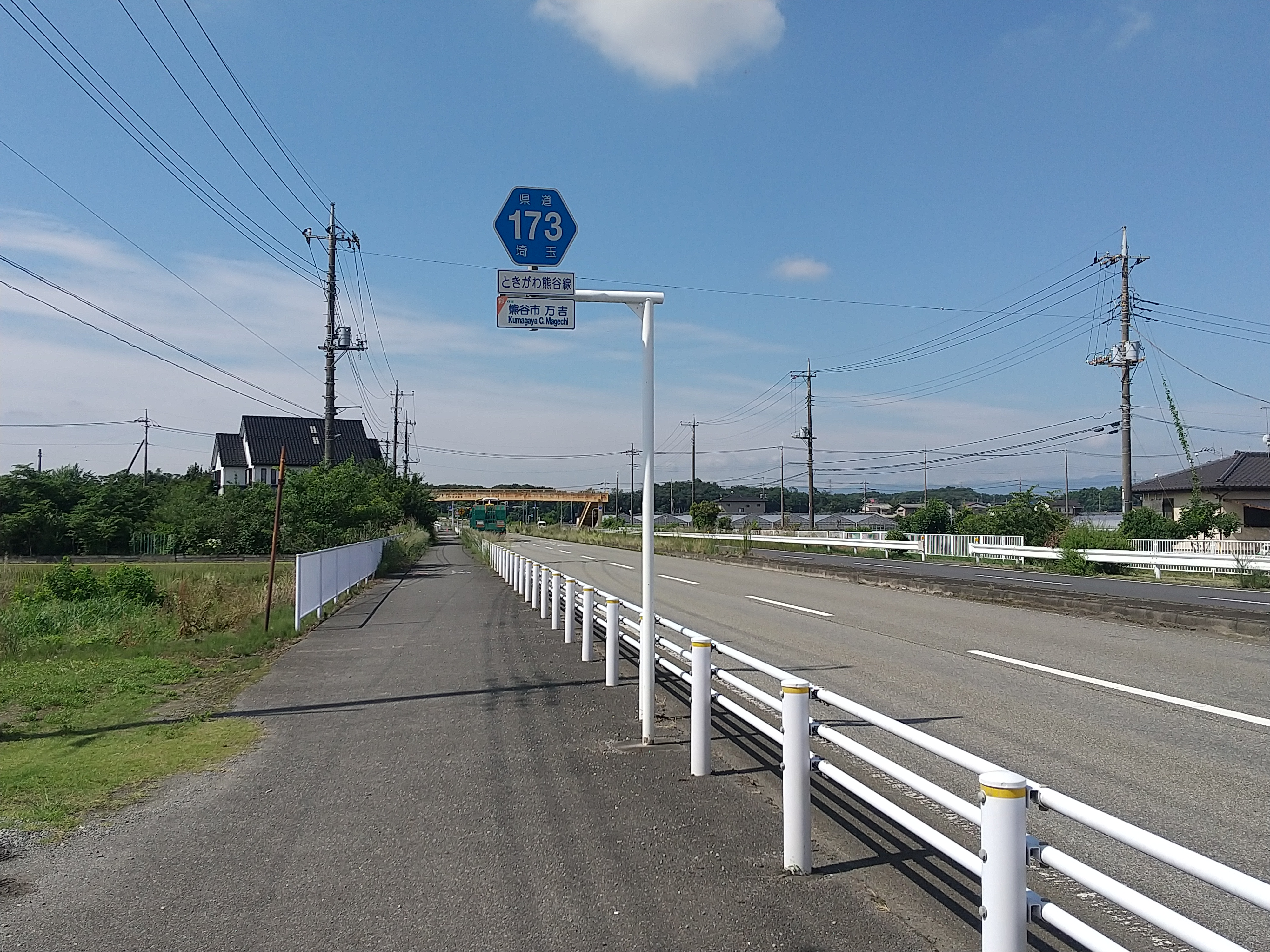
熊谷市万吉付近